# NGC 3017
NGC 3017 este o galaxie eliptică situată în constelația Sextantul. A fost descoperită în 1886 de către Ormond Stone⁠(d).